# Mixochlora alternata
Mixochlora alternata là một loài bướm đêm trong họ Geometridae.